# Фортуна (альбом)
«Фортуна» — инструментальный альбом рок-гитариста Сергея Маврина. Альбом состоит из двух дисков. На втором собраны инструментальные версии песен с прошлых альбомов Маврина, раритетные записи 1994—1995 годов и десятиминутная запись передачи «Железный Занавес», ведущим которой является Сергей Маврин.
По мнению автора журнала Dark City, качество звука «безупречно — альбом легко может конкурировать с лучшими образцами современной мировой гитарной музыки». Рецензент журнала Play единственным минусом альбома назвал использование компьютерных ударных. «В этой ситуации материал спасает разнообразие — от блестящих стилизаций под любимца Сергея Тони Макалпина („Вальс“, „Виктория“, „Из пламени и льда“) и Гэри Мура („Последний вальс“) до ню-металлических элементов в „Истерии“ и столь хорошо удающихся автору мотивчиков а-ля кабаре („Ром ’н’ кола“)» — пишет он.
По итогам 2007 года альбом занял 5 место в номинации «Лучший российский альбом» по версии читателей журнала Dark City.

## Список композиций

### Диск 1
| № | Название           | Длительность |
| - | ------------------ | ------------ |
| 1 | Волен              | 2:01         |
| 2 | Фортуна            | 5:42         |
| 3 | Виктория           | 3:10         |
| 4 | Истерия            | 6:27         |
| 5 | Покаяние           | 4:53         |
| 6 | De Ja Vu           | 5:54         |
| 7 | Ром ’н’ кола       | 4:13         |
| 8 | Последний вальс    | 6:11         |
| 9 | Из пламени и льда… | 3:46         |

### Диск 2
| № | Название               | Год  | Длительность |
| - | ---------------------- | ---- | ------------ |
| 1 | Запрещённая реальность | 2004 | 8:07         |
| 2 | Крылья (инструментал)  | 2003 | 5:47         |
| 3 | Макадаш                | 1997 | 4:14         |
| 4 | Вчера                  | 2001 | 3:27         |
| 5 | До свидания            | 2000 | 4:57         |
| 6 | Flying                 | 1994 | 3:46         |
| 7 | Джэм                   | 1995 | 2:57         |
| 8 | …О музыке и не только  | 2003 | 10:28        |
| 9 | Всё…                   | 2004 | 00:57        |

## Участники записи
- Сергей Маврин — Гитары, клавишные, программирование, музыка, кроме «До свидания» — С.Маврин, А.Зубков
- В песнях «Flying» и «Джэм» клавишные и программирование принадлежат Г.Матвееву
- «Макадаш» — мандолина — Владимир Холстинин
- В композиции «Из пламени и льда…» использован фрагмент из «Adajio in Gm» T.Albinoni
- Оформление — Лео Хао
- Мастеринг студии R-Sound
- Запись студии MDC, кроме «Flying», записанного на студии «Тандем»
- Вёрстка — Николай «Dr.Venom» Симкин
- Звукорежиссёр — Сергей Маврин